# Licodia Eubea
Licodia Eubea là một đô thị ở tỉnh Catania, trên vùng Sicilia của Catania. Các đô thị giáp ranh là Caltagirone, Chiaramonte Gulfi, Giarratana, Grammichele, Mazzarrone, Mineo, Monterosso Almo và Vizzini.
 Bài viết này bao gồm văn bản từ một ấn phẩm hiện thời trong phạm vi công cộng: Chisholm, Hugh, biên tập (1911). Encyclopædia Britannica (ấn bản thứ 11). Cambridge University Press. {{Chú thích bách khoa toàn thư}}: |title= trống hay bị thiếu (trợ giúp)